# Horny '98
Horny '98 est une chanson et un single de house du producteur Mousse T., du duo Hot 'n' Juicy et de la chanteuse Inaya Day. Elle a atteint la deuxième place du UK Singles Chart en juin 1998.